# Алберт I (Горица)
Вижте пояснителната страница за други личности с името Алберт I.
Алберт I (на немски: Albert I) от род Майнхардини, е граф на Тирол и Горица от 1271 (1258) до 1304 г.

## Биография
Роден е около 1240 година. Той е вторият син на граф Майнхард I (1194 – 1258) и съпругата му Аделхайд (1220 – 1279), дъщеря, наследничка на граф Алберт III от Тирол († 1253).
Алберт I, заедно с по-големия си брат Майнхард II, от началото на 1253 г. е заложник в замък Хоенверфен в Залцбург на Филип фон Спанхайм, архиепископ от Залцбург, според мира от Лизерхофен (от 27 декември 1252). Освободен е през 1262 г. след заплащане на 800 сребърни марки. Той започва да управлява в графство Горица, a по-големият брат Майнхард II (1238 – 1295) – новозавоюваното графство Тирол. През 1271 г. след наследствена подялба Алберт I получава собственостите във Фриули, Истрия, Крайна, Каринтия и в Пустертал.
Алберт I има конфликти с патриарха на Аквилея. По-късно е в съюз с патриарха на Аквилея против често нападащата Република Венеция. Той и брат му са съюзници с император Рудолф I Хабсбург във войната против бохемския крал Отокар II Пршемисъл. Алберт I напада тогава Крайна и Марка Виндика.
Преди смъртта си той поделя графство Горица между двамата си сина.

## Фамилия
Алберт I е женен два пъти. Около 1266 г. той се жени за Еуфемия († пр. 29 май 1275), дъщеря на херцог Конрад II от Силезия-Глогов от силезките Пясти. Тя му ражда:
- Хайнрих III (1263 – 1323), граф на Горица от 1304 до 1323 г.
- Алберт II († 1327), граф на Горица от 1323 до 1327 г.
- Клара

През 1275 г. Алберт I се жени втори път за Еуфемия фон Ортенбург, дъщеря на граф Херман I фон Ортенбург.